# Fiherenana (rivier)
De Fiherenana is een rivier in Madagaskar. De rivier is gelegen in de zuidelijke regio Atsimo-Andrefana. 
De rivier mondt uit in de Indische Oceaan. Vanwege een lokaal taboe (fady) is de prauw niet toegestaan op deze rivier.